# Danjiangkou
Danjiangkou is een stad in de provincie Hubei van China. Danjiangkou is de zetel van het arrondissement Danjiangkou en heeft ongeveer 500.000 inwoners. 